# Баранич Іван Васильович
Іва́н Васи́льович Бара́нич (7 липня 1994, м. Стрий — 5 липня 2022, поблизу с. Спірне на Донеччині) — солдат Збройних сил України, учасник російсько-української війни.

## Життєпис
Баранич Іван Васильович народився 7 липня 1994 року в місті Стрию Львівської області. У віці трьох років Іван втратив обох батьків, які трагічно загинули в автомобільній катастрофі: мама, Баранич Надія Іванівна, та батько, Баранич Василь Миколайович. Відтоді вихованням Івана займалась його бабуся, Матвіїв Єфросинія Дмитрівна, яка була його опікуном.
У період з 2000 року по 2009 рік навчався у Стрийській загальноосвітній школі І-ІІІ ступенів № 8 Стрийської міської ради Львівської області, брав активну участь у діяльності Стрийської хорової школи «Щедрик»
З 2009 року по 2011 рік — курсант Львівського ліцею з посиленою військово-фізичною підготовкою імені Героїв Крут.
У 2011 році став курсантом Львівського державного університету безпеки життєдіяльності, в якому навчався до 2015 року, де здобув освітній рівень «бакалавр» за спеціальністю «Пожежна безпека».
Працював у Славській пошуково-рятувальній групі пошуково-рятувальної частини аварійно-рятувального загону спеціального призначення ДСНС України у Львівській області на посаді начальника відділення та заступника начальника групи, неодноразово брав участь у порятунку людей у горах. Туристи, грибники та лижники, які заблукали, були щиро вдячні Івану за врятоване життя та збережене здоров'я.
У червні 2021 року Баранич Іван Васильович уклав контракт із Збройними силами України в складі 80-тої окремої десантно-штурмової бригади.
Під час повномасштабного вторгнення Росії в Україну, 1 рота 1 батальйону 80-тої окремої десантно-штурмової бригади, де служив Іван, розпочала бойові дії в Миколаївській та Херсонській областях. Виконання бойового завдання старшим стрільцем Бараничем Іваном в складі 2 взводу 1 роти батальйону, коли український підрозділ дав успішний бій, де переважали сили ворога, був відзначений почесним нагрудним знаком Головнокомандувач ЗСУ (наказ від 15.03.2022 року) «За взірцевість у військовій службі» ІІІ ступеня.
Згодом його підрозділ виконував бойові завдання в Луганській та Донецькій областях України. За проведену успішну евакуацію поранених бійців під вогнем ворога Баранича Івана було нагороджено орденом «За мужність» ІІІ ступеня (Указ Президента України № 391/2022).
Іван загинув 5 липня 2022 року, проводячи розвідку майбутніх позицій для українських військових, пікап під його керуванням був підірваний на фугасі поблизу селища Спірне на Донеччині.
Похований 7 липня 2022 року в Стрию.

## Нагороди
- Указом Президента України № 391/2022 Баранич Іван нагороджений орденом «За мужність» III ступеня.[5]
- Указом Президента України № 557/2022 Баранич Іван нагороджений орденом «За мужність» II ступеня (посмертно).[6]
- Нагрудний знак «За взірцевість у військовій службі» III ступеня (НГШ)[7]